# Miss America (Marvel Comics)
Miss America il cui vero nome è Madeline Joyce Frank, è un personaggio dei fumetti, creato da Otto Binder (testi) e Al Gabriele (disegni), pubblicata dalla Timely Comics (divenuta Marvel Comics). La sua prima apparizione è in Marvel Mystery Comics n. 49 (novembre 1943).
Supereroina, è la moglie di Trottola (Robert Frank)

## Storia editoriale
Dopo la fine della seconda guerra mondiale, l'appeal dei supereroi stava cominciando a calare; per questo motivo le case editrici di fumetti pensarono di sondare un nuovo tipo di mercato. Per attirare il pubblico femminile, vennero introdotte così diverse eroine in costume: Timely lanciò Blonde Phantom, Golden Girl, Namora, Sun Girl e Venus, oltre che il fumetto umoristico Millie the Model; Fox Comics rilanciò la Phantom Lady di Quality Comics, mentre DC realizzò Black Canary. La stessa Quality Comics aveva già brevemente pubblicato storie di un personaggio di nome Miss America, che verrà rilanciato in seguito dalla DC.
Dopo un paio di apparizioni su Marvel Mystery Comics, nel 1944 venne creata una testata dal titolo Miss America Comics, ma che cambierà formato dopo la prima uscita diventando Miss America Magazine, rivista dove i fumetti dei supereroi erano delegati ad un ruolo secondario, mentre facevano da protagonista trame romantiche con protagonisti adolescenti (come Patsy Walker) oltre che articoli di cucina, moda e argomenti vari. Miss America Magazine uscirà fino al 1958. L'ultima apparizione durante la Golden Age avvenne in Marvel Mystery Comics n. 85 (febbraio 1948).

## Biografia del personaggio
Dopo essere stata irradiata da un macchinario realizzato dal professor Lawson, Madeline Joyce guadagna una forza sovrumana e l'abilità di volare. Vivrà in seguito diverse avventure solitarie, oltre che in gruppo con altri supereroi: sarà membro della All-Winners Squad, della Legione della Libertà e degli Invasori.
Dopo essersi ritirata, si sposerà con un altro supereroe degli anni quaranta, Robert Frank (ovvero Trottola), con il quale avrà due figli. Il primo, a causa delle radiazioni assorbite dai due in un incidente, diventerà un mutante radioattivo di nome Nuklo; rimasta Madeline di nuovo incinta, la coppia chiederà aiuto all'Alto Evoluzionario ma, nonostante tutto, il figlio nascerà morto ed ella stessa morirà di parto. La levatrice Bova, per consolare Robert Frank, offrirà a quest'ultimo due gemelli da adottare (i futuri Quicksilver e Scarlet); questo, sconvolto dalla perdita della moglie, fuggirà, nonostante credesse i gemelli suoi figli naturali. Miss America è temporaneamente risorta in una miniserie del 2006, X-Statix Presents: Dead Girl.

## Altri media

### Televisione
- Miss America compare in Spider-Man - L'Uomo Ragno.
- Miss America compare in un cameo in un episodio di Ultimate Spider-Man.